# Station Barnham
Barnham is een spoorwegstation van National Rail in Engeland. 